# Frederick (Kansas)
Pour les articles homonymes, voir Frederick.
Frederick est une ville américaine située dans le comté de Rice, au Kansas. Selon le recensement de 2020, sa population est de 8 habitants.